# مسجد الطيبة الكبير
مسجد الطيبة الكبير هو مسجد أثري سابقًا يقع في الطيبة، محافظة إربد شمال الأردن. يعود تاريخه إلى الحقبة المملوكية، وقد تم ترميمه في الحقبة العثمانية المتأخرة. إلاّ أنه أُزيل وتم بناء مسجد حديث في مكانه في ستينيات القرن العشرين.

## التاريخ

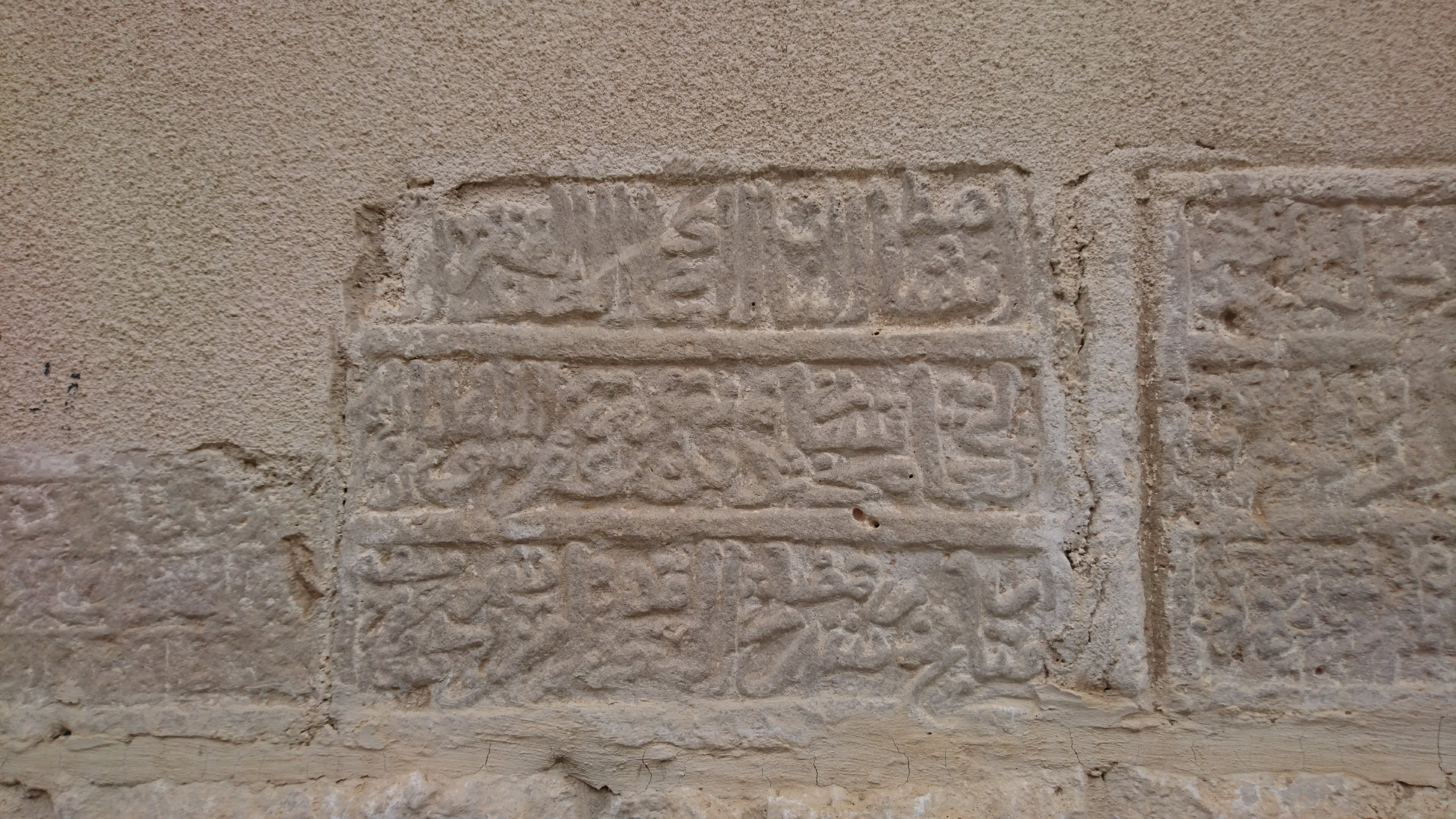
نقش حجري مملوكي عند المدخل بالواجهة الشمالية الغربية للمسجد يشير إلى تاريخ البناء في 687 هـ الموافق 1287 م.

تم بناء المسجد عام 1287 وفقًا لثلاثة نقوش حجرية متبقية تقع على الواجهة الشمالية الغربية، وقد تم تجديده عام 1901، إلاّ أنه لم يتبقى من المبنى الأصلي القديم أي أثر، وذلك بعد إزالته في ستينيات القرن العشرين وبناء مسجد حديث في مكانه بسبب نمو السكان في القرية وحاجتهم إلى مسجد أكبر.
بناءً على ملاحظات الرحّالة الألماني غوتليب شوماخر في بداية القرن العشرين، فإن مسجد الطيبة المملوكي كان مقسومًا إلى صحنين إثنين موازيين لجدار القبلة الجنوبي عبر عدة أعمدة، وقد تم استخدام ثلاثة عقود مُصلَّبة في تسقيف المسجد. ويُستنتج من النقوش الحجرية الثلاث المتبقية على الواجهة الغربية، أن المسجد المملوكي الأصلي قد احتوى على ثلاثة مداخل على الأقل، إذ أن تلك النقوش كانت توضع على أعلى المداخل.

## وصلات خارجية
- صورة جوية لمسجد الطيبة الكبير في الطيبة، محافظة إربد، ويكيمابيا